# 동부로 (영천시)
동부로(Dongbu-ro)는 대한민국의 경상북도 영천시 동부동 중심부를 연결하는 도로이다.

## 노선 경로
- 장천길와 직결
- 사거리 명칭 미상 - 영화로
- 사거리 명칭 미상 - 호국로
- 거리 명칭 미상 - 충효로